# Bahnhof Canada Water

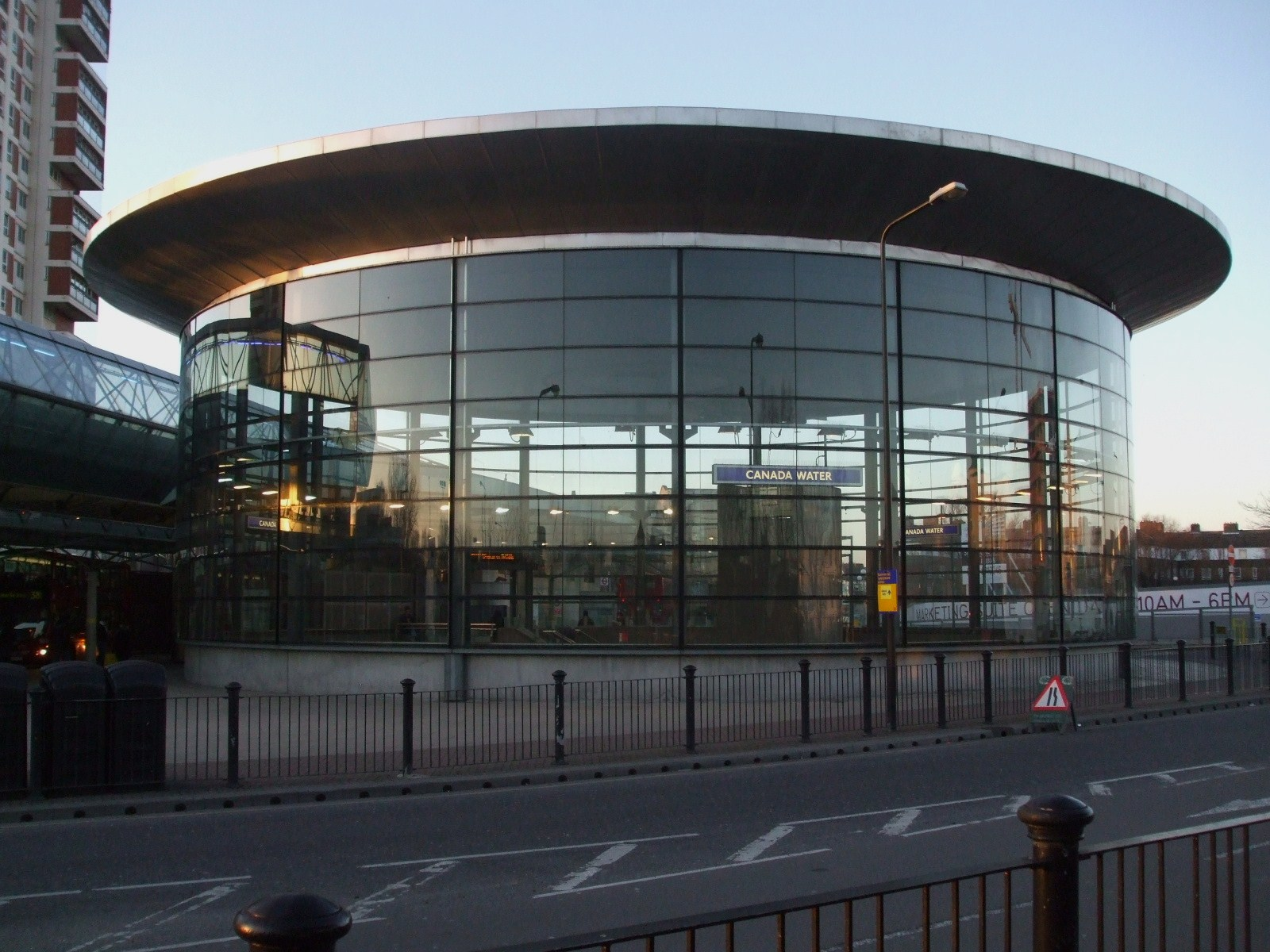
Station Canada Water

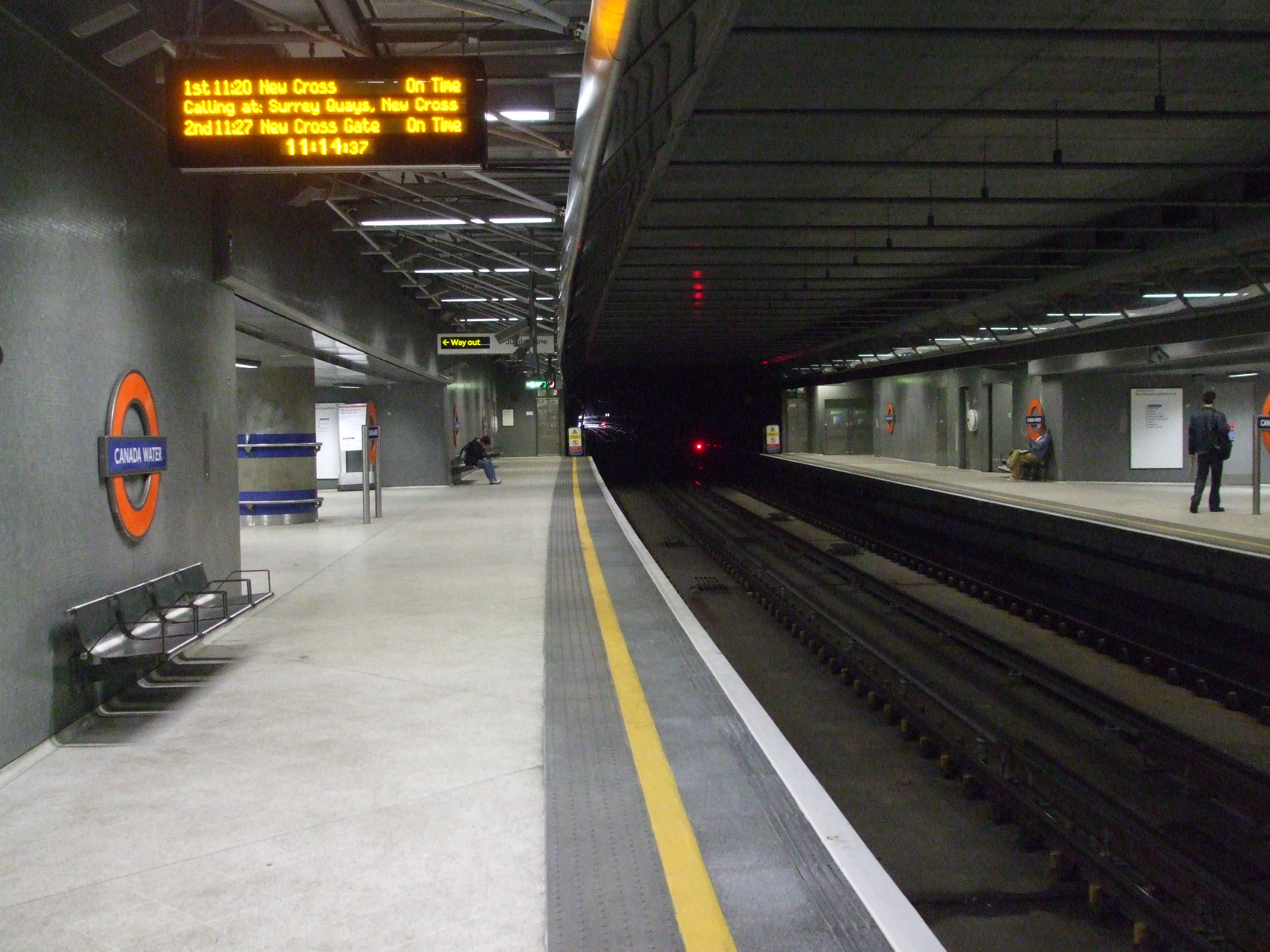
Bahnsteig der East London Line

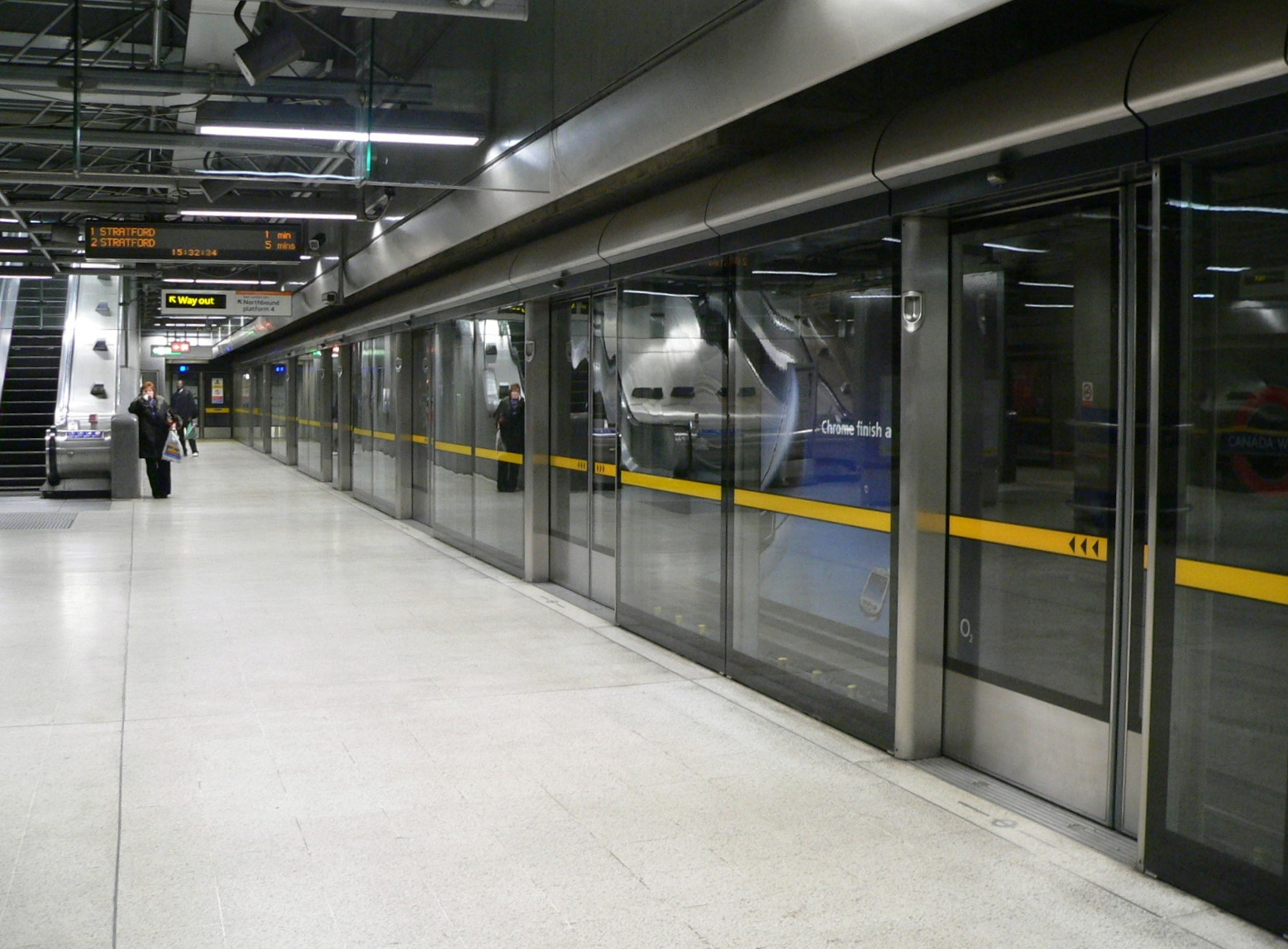
Bahnsteig der Jubilee Line

Canada Water ist ein unterirdischer Bahnhof der London Underground und der London Overground im Stadtbezirk London Borough of Southwark. Er liegt in der Travelcard-Tarifzone 2 an der Surrey Quays Road. Hier kreuzen sich auf zwei Ebenen die Jubilee Line und die East London Line. Im Jahr 2014 nutzten 11,81 Millionen U-Bahn-Fahrgäste den Bahnhof, hinzu kommen 10,330 Millionen Overground-Fahrgäste. Die Station ist nach dem See Canada Water benannt.

## Geschichte
Obwohl sich der Bahnhof an der seit 1869 bestehenden East London Line befindet, entstand er erst in den letzten Jahren des 20. Jahrhunderts, um eine Umsteigemöglichkeit zur östlichen Verlängerung der Jubilee Line zu schaffen. Bei den benachbarten Stationen war dafür nicht genügend Platz vorhanden. Hier befand sich einst der Albion Dock, ein Teil der seit 1969 stillgelegten Surrey Commercial Docks. Canada Water ist die einzige errichtete Station der geplanten Verlängerung der nie realisierten Fleet Line.
Die Bahnsteige der East London Line wurden am 17. September 1999 eröffnet, jene der Jubilee Line folgten etwas mehr als zwei Monate später am 20. November 1999. Am 22. Dezember 2007 wurde die East London Line erneut geschlossen, um sie zu modernisieren und an beiden Enden zu verlängern. Die Wiedereröffnung erfolgte am 27. April 2010; seither ist die East London Line ein Teil von London Overground.

## Architektur
Der Architekt der Station war Roland Paoletti. Als Blickfang an der Oberfläche dient eine 25 Meter hohe Glastrommel über dem Eingangsbereich. Sie überdeckt eine tiefe Öffnung, die fast bis zu den 22 Meter tief gelegenen Bahnsteigen der Jubilee Line hinunterreicht. Dadurch wird der größte Teil der Station durch natürliches Tageslicht erhellt. Neben der Glastrommel befindet sich ein Busbahnhof, der ebenfalls ein Glasdach besitzt.

## Buxton Water
Anlässlich des London-Marathons am 26. April 2015 wurde die Station für einen Tag in Buxton Water, den Namen eines Mineralwassers, umbenannt. Es war das erste Mal in der Geschichte des Londoner Nahverkehrs, dass eine Station für einen Sponsor umgetauft worden war. Alle Stationsnamen wurden dafür überklebt, eine Umbenennung auf den Netzplänen fand jedoch aufgrund des immensen Aufwandes nicht statt.